# Daykondi

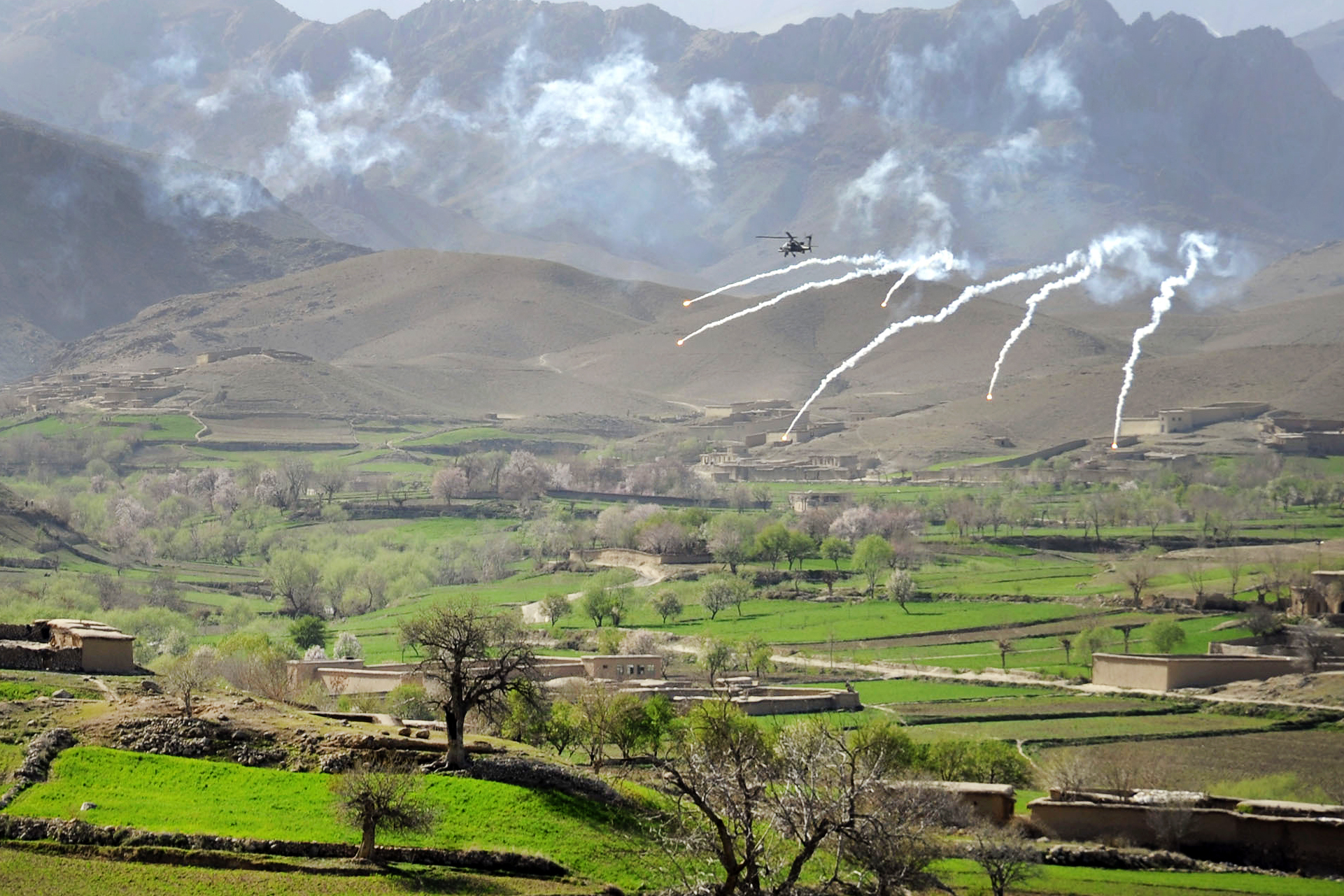
Strider i provinsen under Afghanistankriget, bild från 2012

Daykondi (persiska: دایکندی) är en av Afghanistans 34 provinser. Den ligger i den centrala delen av landet. Dess huvudort är Nili. Provinsen har 399 600 invånare (år 2006) och en yta på 18 088 km².
Ungefär 98 procent av provinsen består av berg. Majoriteten av befolkningen är hazarer.
Daykondi gränsar till provinserna Ghazni i öst, Uruzgan i söder, Ghor i nordväst, Helmand i sydväst och Bamiyan i nordöst.
Daykondi är en av Afghanstans fattigaste provinser och har saknar grundläggande infrastruktur och industri. 2017 fanns elektricitet endast i huvudstaden Nili, och även där i mycket begränsad omfattning. Resan från Nili till Kabul, en sträcka på cirka 300 km, tar 14-18 timmar. Befolkningen har mycket svårt att hitta försörjning och är beroende av att familjemedlemmar som arbetar utomlands eller i andra delar av landet skickar hem pengar. Afghanistans statistikmyndighet angav 2018 att 80 procent av befolkningen hade bott utomlands i åtminstone sex månader i sträck. Framför allt har de sökt sig till Pakistan och Iran för att hitta arbete.

## Administrativ indelning
Provinsen är indelad i nio distrikt.
- Ashtarlay
- Gizab, alternativt Pato
- Kajran
- Khidir
- Kiti
- Miramor
- Nili
- Sang-e Takht
- Shahristan

Provinsgränserna har skiftat sedan Daykondi knoppades av från Uruzganprovinsen. Enligt ett presidentdekret 2014 skulle distriktet Gizab ingå i Uruzgan, men efter talibanernas maktövertagande sommaren 2021 lär Gizab åter höra till Daykondi och därtill inkludera distriktet Pato. Information angående hur indelningen ser ut kan variera beroende på källa; till exempel har NSIA (National Statistics and Information Authority) fortsatt att redovisa Gizab som en del av Uruzgan, medan Pato betecknas som ett provisoriskt distrikt i Daykondi.